# Tokyo ANA Hotel
Le Tokyo ANA Hotel (全日空ホテル) est un hôtel construit à Tokyo de 1983 à 1986, de 133 mètres de hauteur. La surface de plancher de l'immeuble est de 98 331 m2.
L'immeuble a été conçu par les agences d'architecture Taisei Corporation et Kanko Kikaku.